# Bílá loď (povídka)

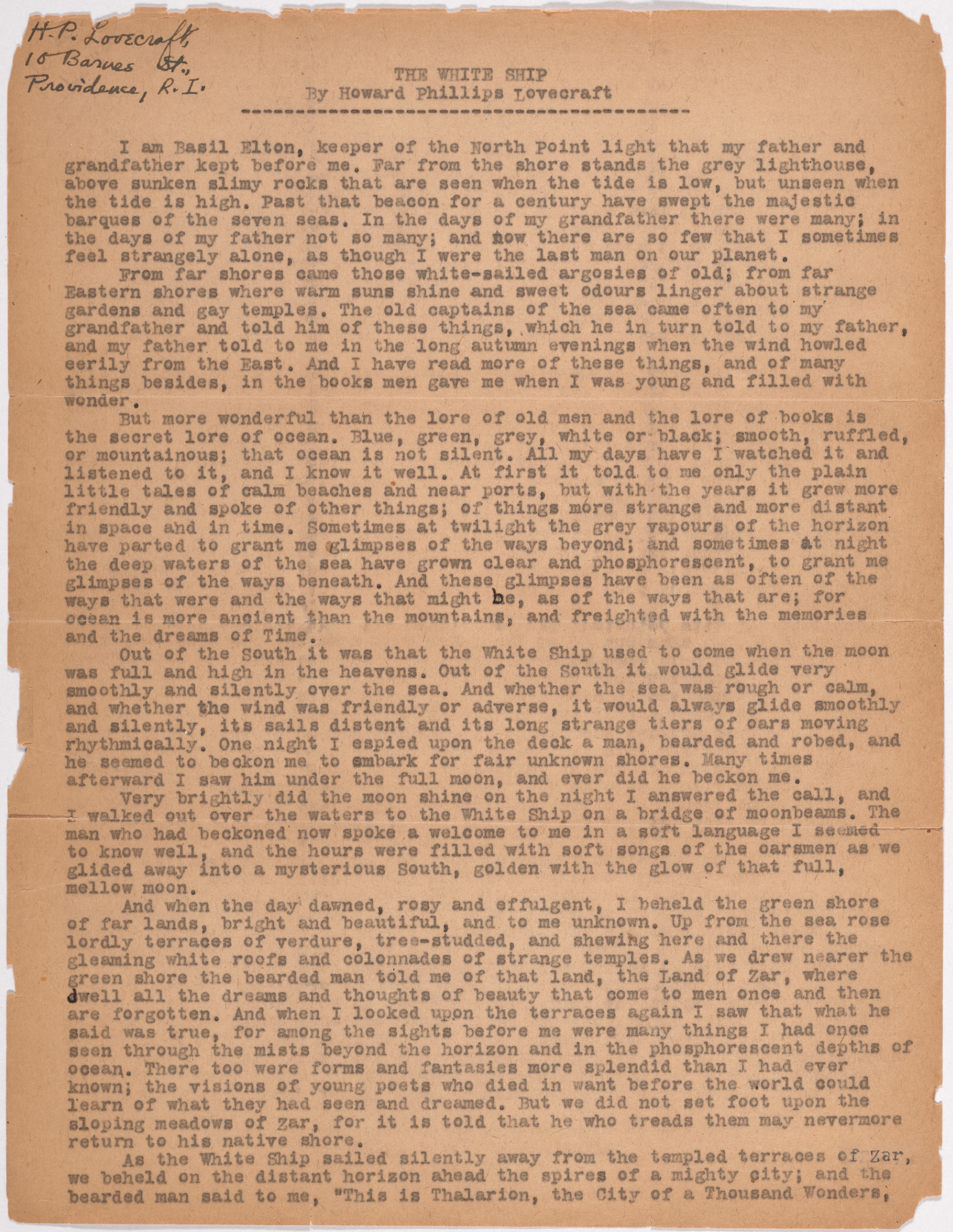
První stránka strojopisu povídky (1919)

Bílá loď (anglicky „The White Ship“) je krátká fantasy povídka amerického spisovatele Howarda Phillipse Lovecrafta. Patří do autorova Snového cyklu. Dílo bylo patrně napsáno v říjnu nebo listopadu 1919 a poprvé bylo vydáno v témže roce v listopadovém čísle časopisu United Amateur, v roce 1927 pak bylo znovu otištěno ve Weird Tales.
Povídka vypráví o strážci majáku jménem Basil Elton, jenž se na podivuhodné Bílé lodi, která připlouvá vždy za úplňku, vydává prozkoumávat daleké kraje. Spatří zemi Zar, kde sídlí zapomenuté představy o kráse, nebezpečné a krásné město Thalarion, Xuru, zemi nedosažitelných rozkoší, a útěšný Sona-Nyl, Zemi fantazie, kde není přítomen čas, prostor, bolest ani smrt. Nedá však na varování svého průvodce a místo opustí ve snaze nalézt nádhernou a nedostupnou Cathurii, Zemi naděje. Jeho snaha je však marná, Bílá loď se zřítí přes okraj světa a vypravěč je vyvržen nazpátek ke zhaslému majáku, kde na začátku sídlil – a Bílou loď pak již nikdy nespatří. Dějově se povídka zřetelně inspiruje povídkou „Idle Days on the Yann“ (Dny odpočinku na řece Yann, 1910) od lorda Dunsanyho, Lovecraft však původně čistě estetizující příběh obohatil symbolickým a alegorickým rozměrem.

## Děj
Vypravěčem je Basil Elton, strážce majáku na Severním mysu, který již dlouhá staletí zajišťoval výstrahu pro bezpočty proplouvajících lodí. Za jeho časů však vídá jen málo plavidel a připadá si osamělý. Basil zná mnoho příběhů od svého otce a z knih, ale také od starodávného oceánu, kterému naslouchá. Za úplňku se někdy objevuje Bílá loď, která připlouvá z jihu a veze muže s plnovousem, který na Basila mává. Jednoho dne přejde strážce po mostě utkaném z měsíčních paprsků a začíná jeho plavba po tajemných a exotických končinách světa, zatímco stařec mu o daných místech vypráví.
Navštíví pobřeží úžasné země Zar, kde sídlí všechny vize a představy krásy, jež se člověku zjeví pouze jednou a pak jsou zapomenuty. Vystoupit na břeh však nemůže, jelikož by se pak již nemohl vrátit. Míjejí Thalarion, Město tisíce divů, jež je poseto kostmi těch, kdo se odvážili pohlédnout do tváře vládci města, mocnému Lathimu. Dalším místem je Xura, Země nedosažitelných rozkoší, na první pohled líbezná a plná zeleň a písní, avšak páchnoucí zamořenými městy a hřbitovy. Za měsíčního svitu nakonec loď dopluje do přístavu Sona-Nyl, Země fantazie, kde neexistuje čas ani prostor, bolest ani smrt. Vypravěč zde tráví celé věky, při spatření nebeského ptáka však pocítí volání neklidu a požádá svého průvodce, aby pokračovali do Cathurie, Země naděje. Vousatý muž vypravěče odrazuje, přesto se nakonec na Bílé lodi vydávají hledat tuto zemi, kterou nikdo nikdy nespatřil. Vypravěč sní a hovoří o divech, které se v Cathurii nacházejí.
Za čedičovými sloupy dorazí loď k obrovským vodopádům, kterými voda přepadává přes konec světa. Vousatý stařec se slzami v očích lituje, že zavrhli krásnou zemi Sona-Nyl; bohové, kteří jsou mocnější než lidé, podle něj zvítězili. Když i Bílá loď propadne do nicoty, probudí se vypravěč na plošině majáku, odkud vyplul a který mezitím zhasl, a nejasný obrys lodi vidí na skalách pod sebou. Trosky však nenalezne, pouze tělo azurového ptáka, jejž na své cestě následoval, a jediné zpřelámané bílé ráhno – a Bílá loď pak za úplňku již nikdy nepřipluje.

## Okolnosti napsání a vydání
Povídka byla patrně napsána v průběhu října 1919 a poprvé vyšla hned následujícího měsíce, v listopadovém čísle časopisu United Amateur, podruhé pak již v časopise Weird Tales v březnu 1927. Možné také je, že povídka vznikla až v listopadu 1919. Rozsah povídky činí přibližně 2550 slov. Text se dočkal příznivého kritického přijetí, pozitivně ji hodnotil například Lovecraftův známý Alfred Galpin. Henry S. Whitehead povídku ocenil v dopise uveřejněném ve Weird Tales v květnu 1927.

## Interpretace

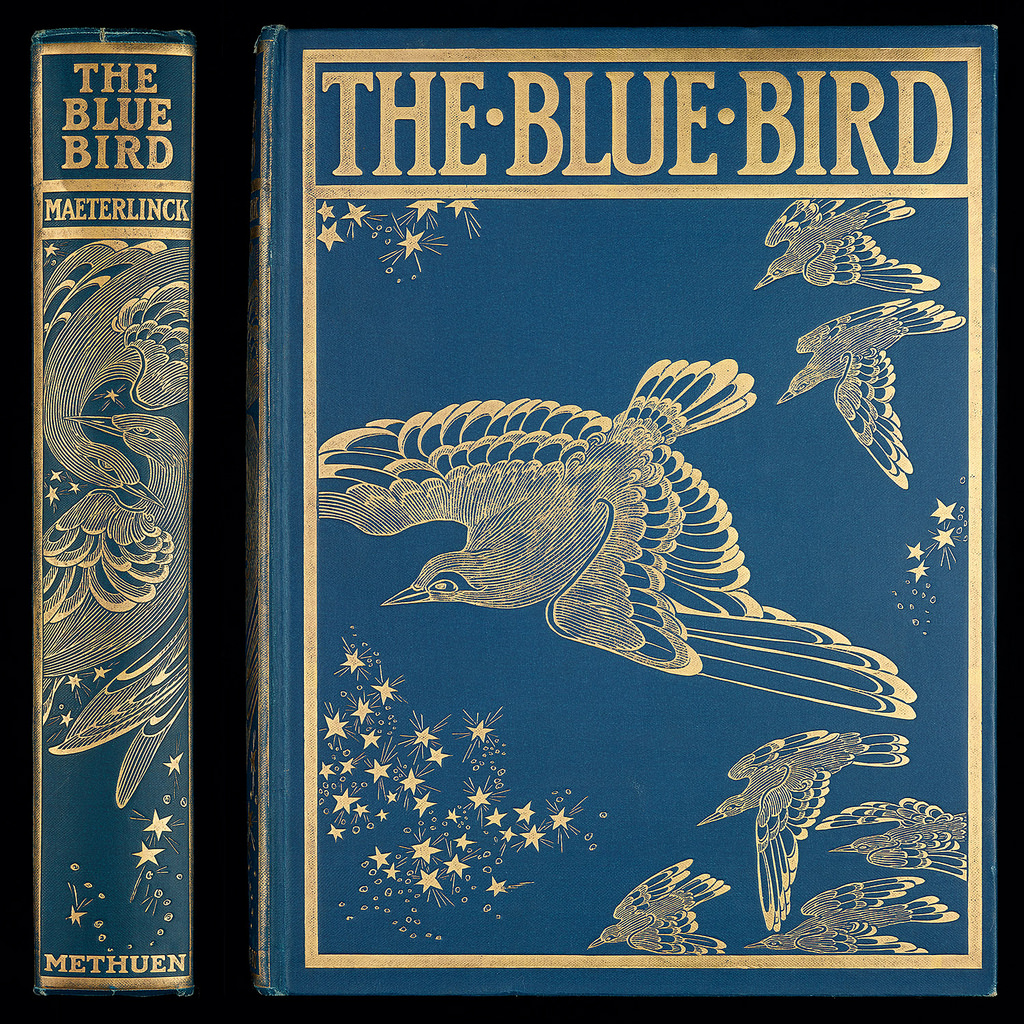
Maeterlinckovo drama Modrý pták, z nějž může vycházet motiv nebesky modrého ptáka v „Bílé lodi“

Povídka patří mezi texty, které vznikaly mezi lety 1919 a 1921, v návaznosti na uchvácenou Lovecraftovu četbu lorda Dunsanyho. Lovecraft se pokoušel o napodobení Dunsanyho stylu, zejména větné skladby, a „Bílá loď“ je pak dokonce volným přepracováním příběhu povídky „Idle Days on the Yann“ (Dny odpočinku na řece Yann, 1910) – oba texty vyprávějí o putování snovým světem na tajuplné lodi. Značný rozdíl lze nicméně pozorovat ve vyznění obou děl. Zatímco Dunsanyho próza se věnuje především evokaci fantastických krás, Lovecraft směřuje k větší alegoričnosti a symboličnosti – putování lodi představuje putování duše. „Bílá loď“ se tak stává především ilustrací některých jeho filosofických zásad a vyzdvižením hodnoty epikurejské ataraxie (duševního klidu bez bolesti), kterou nabízí země Sona-Nyl. Opuštěním tohoto kraje se protagonista Basil odsuzuje ke smutku a nepokoji.
„Bílá loď“ je často označována za „snový příběh“, je však snová spíše atmosférou než zasazením – maják na Severním mysu (North Point) a další místa jsou koncipována a vyobrazena jako místa ve smyšlené minulosti skutečného světa, nikoliv ve snové říši, jak je tomu u Dunsanyho předlohy. Otázka je do velké míry bezpředmětná, vzhledem k tomu, že u příběhu v první řadě jde o symbolický rozměr. S. T. Joshi proto jednoznačné zařazení „Bílé lodi“ mezi „snové texty“ odmítá. I přesto však text patří do autorova Snového cyklu. Sám Lovecraft totiž do pozdějšího Snovému putování k neznámému Kadathu zařadil odkazy ke svým raným dunsanyovským příběhům včetně „Bílé lodi“, což může u čtenářů vyvolávat jisté zmatení.
Dalši texty, ze kterých „Bílá loď“ čerpá, jsou „Wonderful Window“ (Podivuhodné okno) a „The Dream of King Karna-Vootra“ (Sen krále Karna-Vootry) od lorda Dunsanyho a Platónova Ústava. Oliver Plaschka text označil za alegorii hybris, neochoty člověka spokojit se s tím, co má, a chuti dále domýšlivě riskovat. Oceán představuje, podobě jako v mnohých fantastických textech (jako Lemově Solaris nebo Beaglově Posledním jednorožci), symbol podvědomí či vytěsněných částí psychiky, síly někdy plodné a někdy ničivé. Motiv azurově modrého ptáka pak může odkazovat k nedosažitelnému horizontu a nebesům a silně připomíná drama Modrý pták belgického symbolisty Maurice Maeterlincka. V něm se o nalezení ptáka jako symbolu štěstí snaží dvě děti – vazbu na Lovecraftovu povídku pak posiluje skutečnost, že hledaný objekt je celou dobu v domově, odkud na svou výpravu vyšly. Lovecraft sám vyznění povídky označil za výjimku ze své obvyklé snahy vyhýbat se didaktizujícím prvkům.

## Adaptace a navazující díla
Povídka inspirovala americkou psychedelicky rockovou kapelu H. P. Lovecraft k písni „The White Ship“. Píseň je zařazena na album H. P. Lovecraft (1967). Skladba kombinuje zpěvákovo lkaní s exotickými nástroji včetně starého lodního zvonu, na který hraje Bill Traut. Don G. Smith skladbu hodnotí jako nejlepší dílo skupiny a „jednu z nejpřízračnějších skladeb vůbec“.
V roce 1994 vydali Arthur William a Lloyd Breach povídku „The Return of the White Ship“, která navazuje na původní text.

## Česká vydání
Povídku do češtiny přeložila Renata Kolářová a vyšla v následujících výborech:
- Sny v čarodějnickém domě (Zlatý kůň, 1992)
- Spisy 1: Hrobka (Albatros, 2010)
- Spisy 1: Hrobka (Kniha Zlín, 2022)